# BNP Paribas Open 2009
Die BNP Paribas Open 2009 waren ein Tennisturnier der WTA Tour 2009 für Damen und ein Tennisturnier der ATP World Tour 2009 für Herren in Indian Wells, welche zeitgleich vom 11. bis 22. März 2009 stattfanden.
Titelverteidiger im Einzel war Novak Đoković bei den Herren sowie Serena Williams bei den Damen. Im Herrendoppel waren die Paarung Jonathan Erlich und Andy Ram, im Damendoppel die Paarung Katarina Srebotnik und Ai Sugiyama die Titelverteidiger.

## Herrenturnier
→ Hauptartikel: BNP Paribas Open 2009/Herren
→ Qualifikation: BNP Paribas Open 2009/Herren/Qualifikation

## Damenturnier
→ Hauptartikel: BNP Paribas Open 2009/Damen
→ Qualifikation: BNP Paribas Open 2009/Damen/Qualifikation